# Răchiteni
Răchiteni è un comune della Romania di 3 430 abitanti, ubicato nel distretto di Iași, nella regione storica della Moldavia.
Il comune è formato dall'unione di 3 villaggi: Izvoarele, Răchiteni, Ursărești.